# Julio Galofre
Julio César Galofre Montes  (Barranquilla, Atlántico, 27 de julio de 1987) es un ex nadador profesional y nadador olímpico colombiano, recordista nacional que ha sido campeón Nacional, Bolivariano, Sudamericano y Centroamericano y del Caribe. Representó a Colombia en Juegos Panamericano, en múltiples Campeonatos Mundiales de Natación y los Juegos Olímpicos de 2008 en Pekín - China en los 200 m libre logrando récord nacional de Colombia con un tiempo de 1:50.62, pero no pasando la fase eliminatoria.